# Копьеносец Гондза
«Копьеносец Гондза» (яп. 近松門左衛門　鑓の権三, яри но гондза; англ. Gonza the Spearman) — японский фильм-драма режиссёра Масахиро Синоды. Фильм был снят в 1985 году и является экранизацией пьесы «Копьеносец Гондза в двойном плаще» Мондзаэмона Тикамацу, написанной для театра кабуки. 

## Сюжет
Действие разворачивается в первой половине XVIII века. 
Главный герой — двадцатипятилетний красавец-самурай Гондза — провозглашён копьеносцем своего учителя дворянина Итиносина, который считает его самым талантливым учеником. Жизнь, кажется, улыбается Гондзе: он пользуется успехом у девушек, его ждёт прекрасная карьера. В отсутствие учителя именно ему выпадает честь участвовать в ритуале по случаю рождения наследника у князя. Однако этому всячески пытается помешать молодой самурай Баннодзё — главный соперник Гондзы, коварный завистник и интриган. Отвергнутый женой Итиносина, за которой он безуспешно волочился долгое время, Баннодзё решает отомстить и ей, и своему удачливому сопернику. Он распускает слух о том, что Гондза и Осай — любовники. Теперь, чтобы восстановить свою честь, Итиносин должен согласно обычаю убить жену и ученика.
Не в силах вынести позора, юноша собирается покончить жизнь самоубийством, но Осай, давно скрывающая свои чувства к нему, запрещает ему делать это: честь мужа будет восстановлена, только если они примут смерть от него. Одновременно она просит Гондзу стать её любовником, но верный ученик отказывается предать своего учителя.
Возвратившийся из поездки Итиносин не застаёт в городе ни Осай, ни Гондзы. В глубине души он не верит клевете, но вынужден следовать традициям почти против своей воли.
Через некоторое время брату Осай удаётся не только дознаться, что его сестра оклеветана, но и настигнуть сбежавшего Баннодзё и обезглавить его. Вместе с Итиносином они отправляются искать исчезнувших Гондзу и Осай.
Тем временем в одну из ночей Гондза уступает желанию Осай, и они становятся любовниками. Теперь их вина перестаёт быть вымыслом. Теперь обоих ждёт неминуемая смерть. И вскоре оба принимают её от настигнувшего их Итиносина.

## В ролях
- Хироми Го — Гондза
- Сима Ивасита — Осай
- Сёхэй Хино — Баннодзё
- Мисако Танака — Оюки
- Хидэдзи Отаки — Тютабэй
- Такаси Цумура — Итиносин
- Харуко Като — кормилица
- Кунико Миякэ — мать Осай
- Тёитиро Каварадзаки — Дзинбэй
- Эйдзи Сима — Торадзиро
- Каори Мидзусима — Окику
- Наото Такенака — Фумиэмон

## Премьеры
— национальная премьера фильма в Японии состоялась 15 января 1986 года.
 — европейская премьера фильма состоялась 20 февраля 1986 года на 36-м МКФ в Западном Берлине.  
 — на американском континенте премьера фильма состоялась 6 сентября 1986 года в рамках международного кинофестиваля в Торонто (Канада).
 — фильм демонстрировался на киноэкранах СССР с июля 1988 года под названием «Гондза-копьеносец».

## Награды и номинации
36-й Берлинский международный кинофестиваль (1986).
Выиграна премия:
- «Серебряный медведь» за выдающееся художественное решение.

Номинировался:
- на «Золотой медведь» за лучший фильм.

Премия Японской киноакадемии
- 10-я церемония вручения премии (1987)[3]

Выиграны:
- Премия лучшей актрисе года — Сима Ивасита
- Премия за лучшую операторскую работу — Кадзуо Миягава
- Премия за лучшее освещение — Такэдзи Сано

Номинации в категориях:
- за лучшую работу художника-постановщика — Киёси Авадзу, Ёсинобу Нисиока
- за лучший саундтрек к фильму — Тору Такэмицу
- за лучший звук — Сётаро Ёсида